# ハドソンバレー

ハドソンバレーは黄色4郡、緑色・薄緑色4郡、青色3郡を含む

ニューヨーク州産業発展部作成の7.州都地域および8.ハドソンバレーに相当する

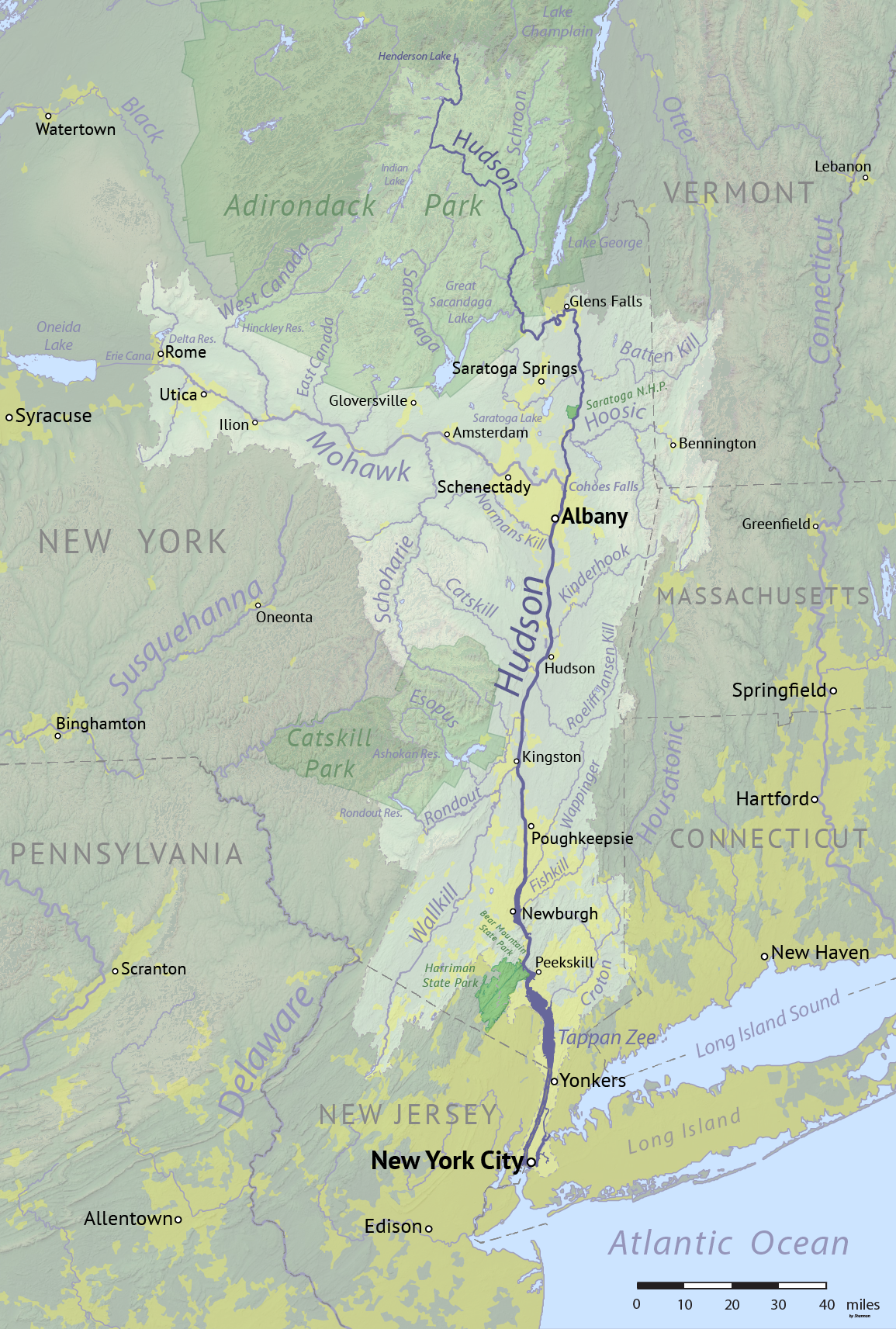
ハドソン川流域図

ハドソンバレー（英語: Hudson Valley）はアメリカ合衆国の東部、ニューヨーク州を流れるハドソン川添いの地域を指し、特に北の州都オールバニーから南のニューヨーク市にかけての地域の産業開発に関連して用いられる用語である。

## 歴史
ハドソン川はアメリカ合衆国の東北部を流れる大河で、アメリカ原住民にはよく知られていた。
ヨーロッパ人では、1497年にイギリス人のジョン・カボットが北アメリカ大陸東北部を探検して、そこはすべてイギリス領と宣言している。イタリア人の探検家ジョバンニ・ダ・ヴェラッツァーノが1524年に、初めてハドソン川に至ったといわれていて、彼の名はニューヨーク湾に懸かるヴェラザノ＝ナローズ・ブリッジに残された。
その後1609年、オランダ東インド会社はイギリス人ヘンリー・ハドソンを雇って、ハドソン川を遡って探検させて、ハドソン川流域をオランダ領とした。始めは交易が主で、その後ニュー・ネーデルランドを設立して、オランダ人の農業移民が広く行われ、都市としてもニューアムステルダムなどが設立された。この地域のオランダ人農業従事者のその後については、ワシントン・アービング著『スケッチブック』の「リップ・ヴァン・ウィンクル」の話などに如実に描かれている。
1664年、イギリスはニューアムステルダムに侵入し、2度に渡る英蘭戦争の結果、ニューアムステルダムを含むニュー・ネーデルランドはイギリス領となり、ニューアムステルダムはニューヨークと命名された。
17世紀後半以降、ニューヨーク市は北米の産業の中心となり大発展を遂げるが、後背のハドソン川流域にもその影響は及んだ。

## 領域
上部ハドソン／州都地区Capital District：
- オールバニ郡
- コロンビア郡
- グリーン郡
- レンセラー郡

中部ハドソン：
- ダッチェス郡
- オレンジ郡
- サリバン郡[1]
- アルスター郡

下部ハドソン：
- パットナム郡
- ロックランド郡
- ウエストチェスター郡

## インフラ

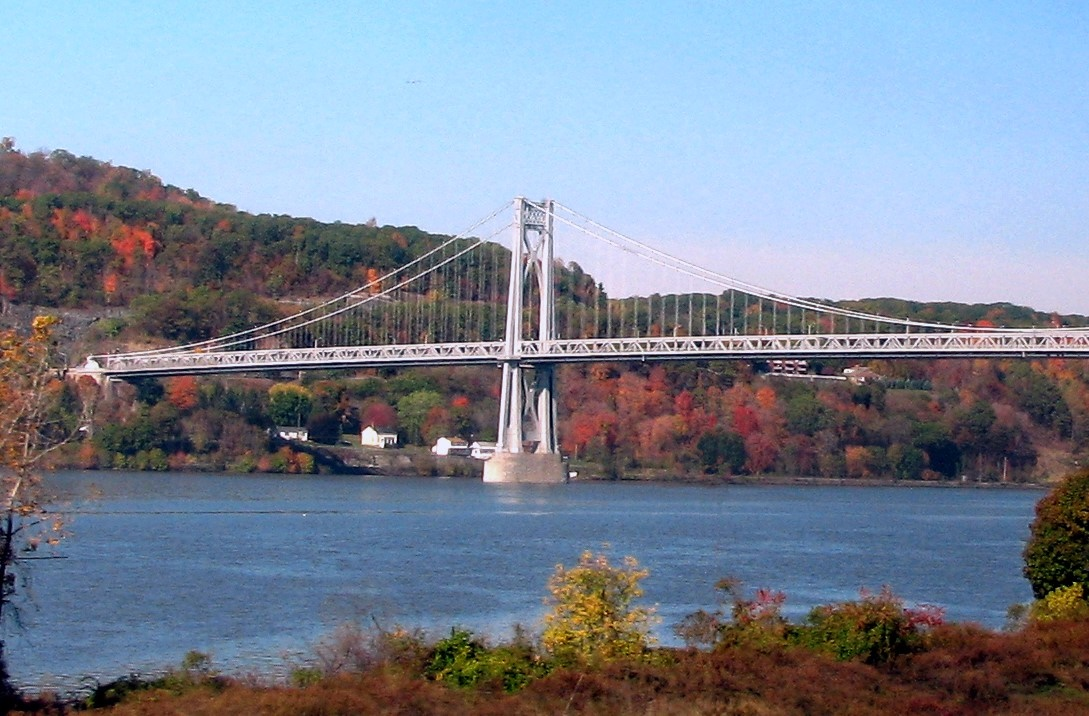
ミッド・ハドソン橋（ポキプシー～ハイランド

交通インフラとして、道路ではニューヨーク・ステート・スルーウェイと州間高速道路87号線（Interstate 87、州都オールバニ～カナダ）など、鉄道ではメトロノース鉄道など、舟運にはエリー運河とハドソン川がある。空港は、ウェスチェスター郡空港（Westchester County Airport）、オールバニ国際空港（Albany International Airport）などがある。

## 産業
ハドソンバレーの産業としては、農業、ワイン作り、ハイテク産業、観光など、多様である。

### 農業
農業は植民地時代からの基本的な産業で、当時はイギリス植民地の「穀倉地帯」と呼ばれた。果物の栽培も盛んである。
1970年代からは、地元の食材利用運動（Farm-to-table）、産直農業、持続可能な農業が盛んになり、その中心になっている。

### ワイン作り
1839年設立の北米最初のワイナリーがあり、ワイン作りも盛んである。数々のワイン祭りが開かれていて、ラインベック（Rhinebeck）では「ハドソンバレー・ワイン・フェスト」（Hudson Valley Wine & Food Fest）が開かれる。

### テックバレー

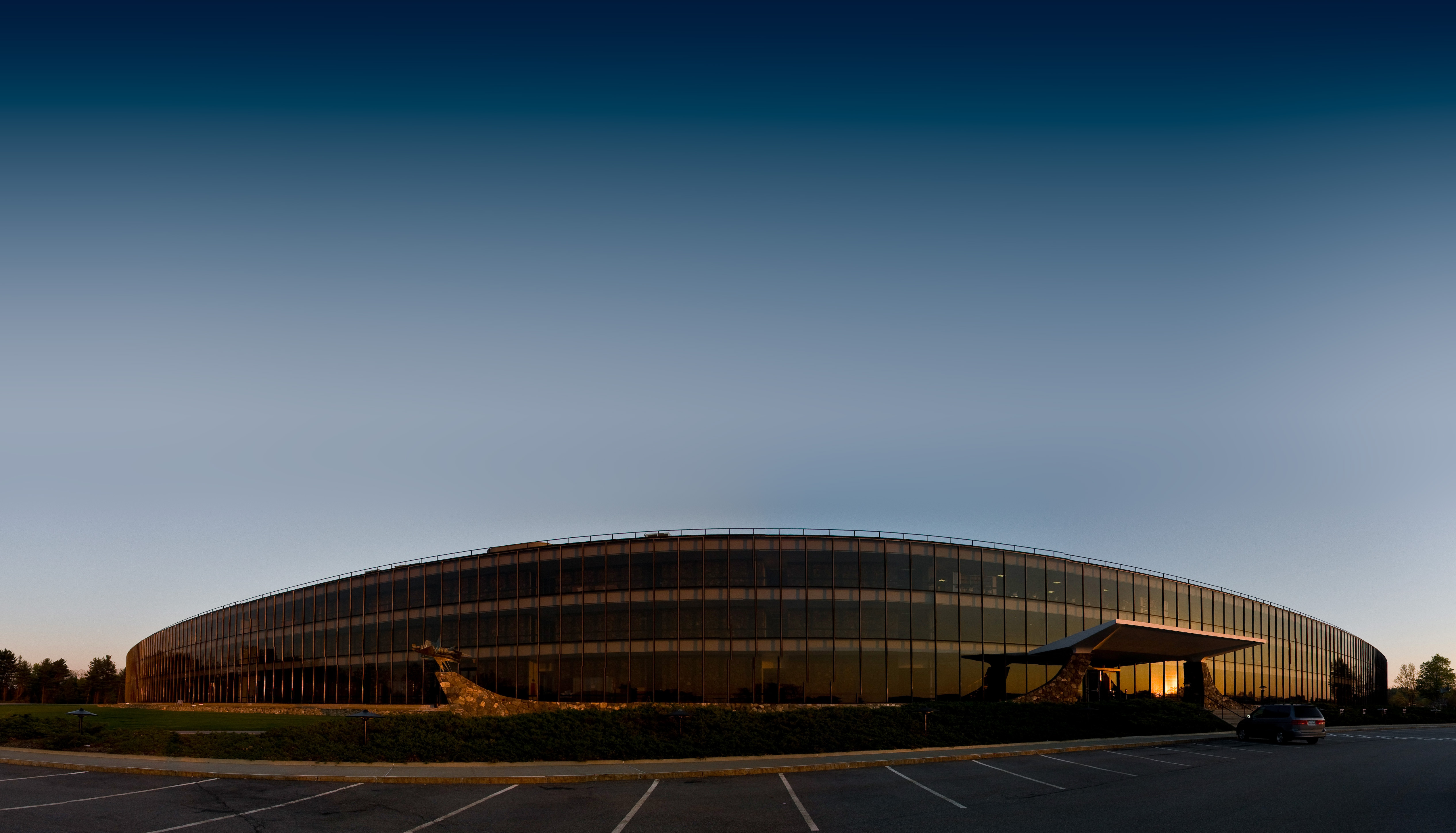
IBMトーマス・J・ワトソン研究所の主要ビル

ハイテク産業も盛んで、テックバレー（Tech Valley）としてニューヨーク州がプロモーションしている。もともとIBMの本社、主要研究所（トーマス・J・ワトソン研究所）・工場（ダッチェス郡ポキプシー）がある。レンセラー工科大学、ニューヨーク州立大学ポリテクニック・インスティチュート（SUNY Polytechnic Institute）などもあり、様々な地元・地元外との産学共同の作業も行われている。ウエストチェスター郡は21世紀に入ってバイオテクノロジーの中心地になっており、「バイオチェスター」が郡のニックネームになりつつある。

### 観光
北米最大都市・ニューヨーク市の後背地として、観光も盛んである。ハドソン川の周遊、釣り、キャッツキル山地・アディロンダック山脈の避暑地（ウッドストックなど）、ハンター・マウンテン（Hunter Mountain ski area）のスキー場、観光農業（リンゴ摘み、ブドウ摘み）などである。また、オランダ風の石造りの建物、ニューヨークの財産家の歴史的家などが開放されていて、ハドソンバレーはハドソン・リバー派の画家たちが好んで描いた風景であった。

## スポーツ
メージャー・リーグのタンパベイ・レイズの下位にあるマイナー・リーグ・チームのハドソンバレー・レネゲーズがダッチェス・スタジアム（Dutchess Stadium）を本拠地としている。キングストン・ストケード（Kingston Stockade FC）はナショナルプレミアサッカーリーグに属するサッカー・チームで、キングストンのディエツ・スタジアム（Dietz Stadium）が本拠地である。

## 参照項目
- 米国のハイテク地域